# Kaori Icho
Kaori Icho (伊調 馨, Icho Kaori, Hachinohe, 13 de junho de 1984) é uma lutadora de wrestling japonesa. Nos Jogos Olímpicos do Rio, em 2016, ela escreveu o seu nome na história ao tornar-se a primeira mulher com quatro medalhas de ouro em esportes individuais.
Em 14 anos de carreira internacional, ela perdeu apenas três lutas, tendo conquistado nada menos do que dez Mundiais.

## Conquistas e honrarias
- Tokyo Sports: Special Award (2013, 2014, 2015)[3][4][5]